# Kabinett René III

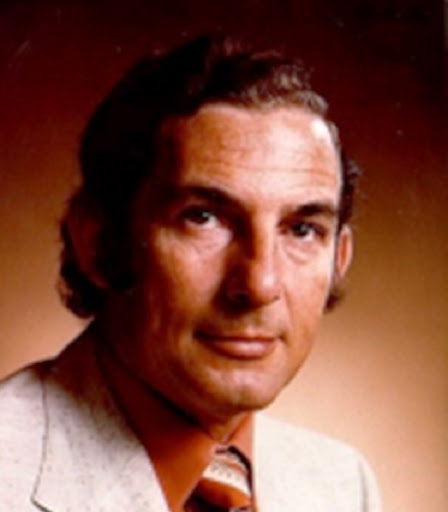
France-Albert René war zwischen 1977 und 2004 Präsident der Seychellen.

Das Kabinett René III wurde am 17. Juni 1984 auf den Seychellen von France-Albert René von der Fortschrittsfront des seychellischen Volkes SPPF (Seychelles People’s Progressive Front/Front Progressiste du Peuple Seychellois) gebildet. Bei den Präsidentschaftswahlen vom 17. Juni 1984 war er einziger Kandidat und wurde mit 32.883 Stimmen (92,6 Prozent) wiedergewählt, während 2.582 Wähler (7,3 Prozent) gegen ihn stimmten. Die Wahlbeteiligung lag bei 95,9 Prozent. Das Kabinett René III löste das Kabinett René II ab und blieb bis zum 11. Juni 1989 im Amt. Im Anschluss wurde das Kabinett René IV gebildet.
Am 6. Dezember 1987 fanden auf den Seychellen Parlamentswahlen zur Nationalversammlung statt. Die Progressive Front der Seychellen war zu dieser Zeit die einzige Partei, und alle Kandidaten waren Mitglieder. 36 Kandidaten bewarben sich für 23 Sitze, zehn davon ohne Gegenkandidaten. Weitere zwei Mitglieder wurden von Präsident France-Albert René ernannt. Für SPPF stimmten 37.703 Stimmen (96,1 Prozent), während 1.486 Wähler (3,8 Prozent) dagegen stimmten. Die Wahlbeteiligung lag bei 91,5 Prozent. Im Juni 1988 nahmen die Seychellen diplomatische Beziehungen zu den Komoren und Mauritius auf.

## Kabinettsmitglieder
Dem Kabinett René III gehörten zwischen dem 17. Juni 1984 und dem 11. Juni 1989 folgende Mitglieder an:
| Amt | Amtsinhaber                           | Anmerkung / Amtszeit                                   |
| --- | ------------------------------------- | ------------------------------------------------------ |
| Präsident | France-Albert René                    | 17. Juni 1984 – 11. Juni 1989                          |
| Minister für Verteidigung, Planung, Auswärtiges, Finanzen und Rechtsangelegenheiten Dezember 1988: Minister für Verteidigung, Planung, Tourismus, Auswärtiges, Finanzen und Rechtsangelegenheiten | France-Albert René                    | Oktober 1986 – Juni 1989                               |
| Minister für Verwaltung | France-Albert René                    | Juni 1984 – Oktober 1986                               |
| Landwirtschaftsminister | France-Albert René                    | Juni 1984 – Oktober 1986                               |
| Minister für Bildung und Information Oktober 1986: Minister für Bildung, Information und Jugend                                                                                                   | James Alix Michel                     | Juni 1984 – Juni 1989                                  |
| Finanzminister | France-Albert René                    | Juni 1984 – Oktober 1986                               |
| Gesundheitsminister Oktober 1986: Minister für Gesundheit und Soziale Dienste Dezember 1988: Minister für Beschäftigung und soziale Dienste                                                       | Esme Jumeau Joseph Belmont            | Juni 1984 – Oktober 1986 Oktober 1986 – Juni 1989      |
| Gesundheitsminister | Ralph Adam                            | Dezember 1988 – Juni 1989                              |
| Industrieminister | France-Albert René                    | Juni 1984 – Oktober 1986                               |
| Innenministerin | Rita Sinon                            | Oktober 1986 – Juni 1989                               |
| Minister für Arbeit und Soziale Dienste April 1984: Minister für Arbeitskräfte und Soziale Dienste Arbeitsminister                                                                                | Joseph Belmont Jeremie Bonnelame      | Juni 1984 – Oktober 1986 Oktober 1986 – Juni 1989      |
| Minister für Nationale Entwicklung | Jacques Hodoul                        | Juni 1984 – Juni 1989                                  |
| Minister für Planung und Auswärtige Angelegenheiten August 1984: Außenminister | Dr. Maxime Ferrari France-Albert René | Juni 1984 – August 1984 August 1984 – Oktober 1986     |
| Tourismusminister | France-Albert René                    | Juni 1984 – Oktober 1986                               |
| Transportminister | France-Albert René                    | Juni 1984 – Oktober 1986                               |
| Minister für Verteidigung und Jugend | Ogilvie Berlouis                      | Juni 1984 – Oktober 1986                               |
| Minister für Politische Organisationen | Esme Jumeau                           | Oktober 1986 – Juni 1989                               |
| Minister für Transport und Tourismus | Ralph Adam Jeremie Bonnelame          | Oktober 1986 – Dezember 1988 Dezember 1988 – Juni 1989 |
| Direktor der Zentralbank Dezember 1986: Geschäftsführender Direktor der Zentralbank | Guy Morel                             | August 1986 – Oktober 1986 Dezember 1986 – Juni 1989   |

## Hintergrundliteratur
- Seychellen seit 1948, in: Der große Ploetz. Die Enzyklopädie der Weltgeschichte. Vandenhoeck & Ruprecht, Göttingen 2008, ISBN 978-3-525-32008-2, S. 1931 f.